# Fred Alsop
Fred Alsop (eigentlich Frederick John Alsop; * 20. Oktober 1938 im London Borough of Newham) ist ein ehemaliger britischer Drei- und Weitspringer.
Bei den Olympischen Spielen 1960 in Rom kam er im Dreisprung auf den zwölften und im Weitsprung auf den 13. Platz.
1962 scheiterte er beim Dreisprung der Europameisterschaften in Belgrad in der Qualifikation. Bei den British Empire and Commonwealth Games in Perth gewann er für England startend Bronze im Dreisprung und wurde Neunter im Weitsprung.
Bei den Olympischen Spielen 1964 in Tokio wurde er im Dreisprung Vierter und verpasste eine Bronzemedaille um elf Zentimeter. Im Weitsprung schied er in der ersten Runde aus.
1966 holte er bei den British Empire and Commonwealth Games in Kingston erneut Bronze im Dreisprung und wurde Zwölfter im Weitsprung. Bei den Europameisterschaften in Budapest belegte er im Dreisprung den zwölften Rang.
Bei den Olympischen Spielen 1968 in Mexiko-Stadt kam er im Dreisprung nicht über die Qualifikation hinaus.
Fünfmal wurde er im Dreisprung (1960, 1961, 1964, 1965, 1967) und dreimal im Weitsprung (1960, 1963, 1965) Englischer Meister. Darüber hinaus wurde er dreimal im Dreisprung (1965, 1967, 1968) und zweimal im Weitsprung (1962, 1965) Englischer Hallenmeister.

## Persönliche Bestleistungen
- Weitsprung: 7,74 m 6. Juni 1964, Gent
  - Halle: 7,60 m, 10. April 1965, Tampere
- Dreisprung: 16,46 m, 16. Oktober 1964, Tokio
  - Halle: 15,51 m, 26. März 1965, Cosford